# Campionato mondiale di supercross
Il Campionato mondiale di supercross è il campionato motociclistico di supercross organizzato dalla Federazione Internazionale di Motociclismo. 
La denominazione ufficiale è FIM World Supercross Championship (WSX).

## Storia
Il campionato viene istituito dalla Federazione Internazionale di Motociclismo sotto la spinta della grande popolarità che questa disciplina stava ottenendo negli Stati Uniti. Oltreoceano, infatti, la federazione motociclistica locale AMA organizzava da quasi vent'anni un campionato dedicato a questa disciplina.
Nasce così nel 1992 il Campionato mondiale di supercross che, al contrario del campionato statunitense, prevedeva una sola classe di cilindrata.
A partire dal 2008, grazie ad un inedito accordo tra FIM e AMA, i rispettivi campionati sono stati fusi tra loro. Il campionato americano è così venuto, di fatto, a coincidere con il campionato mondiale. Tuttavia, fino al 2009, esistevano ancora delle differenze nell'assegnazione del titolo costruttori. La FIM assegna il titolo mondiale solo alla classe 450 essendo la classe 250 divisa in due campionati regionali. 
Per la stagione 2022 il contratto tra FIM e AMA non viene rinnovato e l'FIM organizza un nuovo campionato mondiale a sé stante, l'FIM World Supercross Championship (WSX), con l'intenzione di organizzare gare per la prima volta a livello internazionale in diversi continenti. Per la prima stagione pilota il campionato si compone di soli due appuntamenti a Cardiff (Galles) e Melbourne (Australia). Da questa stagione anche il campionato della classe 250, denominata SX2, viene classificato dall'FIM come titolo mondiale.
L'anno successivo, dopo la cancellazione del secondo (Lione), terzo (Singapore), quarto (Düsseldorf) e quinto (Vancouver) round del calendario inizialmente annunciato, il campionato si compone di soli tre appuntamenti a Birmingham (Regno Unito), Abu Dhabi (Emirati Arabi Uniti) e Melbourne (Australia). 
Nel 2024 il calendario è composto da quattro gare: una a Vancouver (Canada), due a Perth (Australia) e una ad Abu Dhabi (Emirati Arabi Uniti). 

## Albo d'oro
A seguire l'albo d'oro del campionato. Le edizioni 2001 e 2002 non sono state disputate.
I vincitori dei campionati costruttori 2008 e 2009 non coincidono con i vincitori del titolo statunitense a causa del particolare sistema utilizzato dall'AMA per calcolare tale classifica.

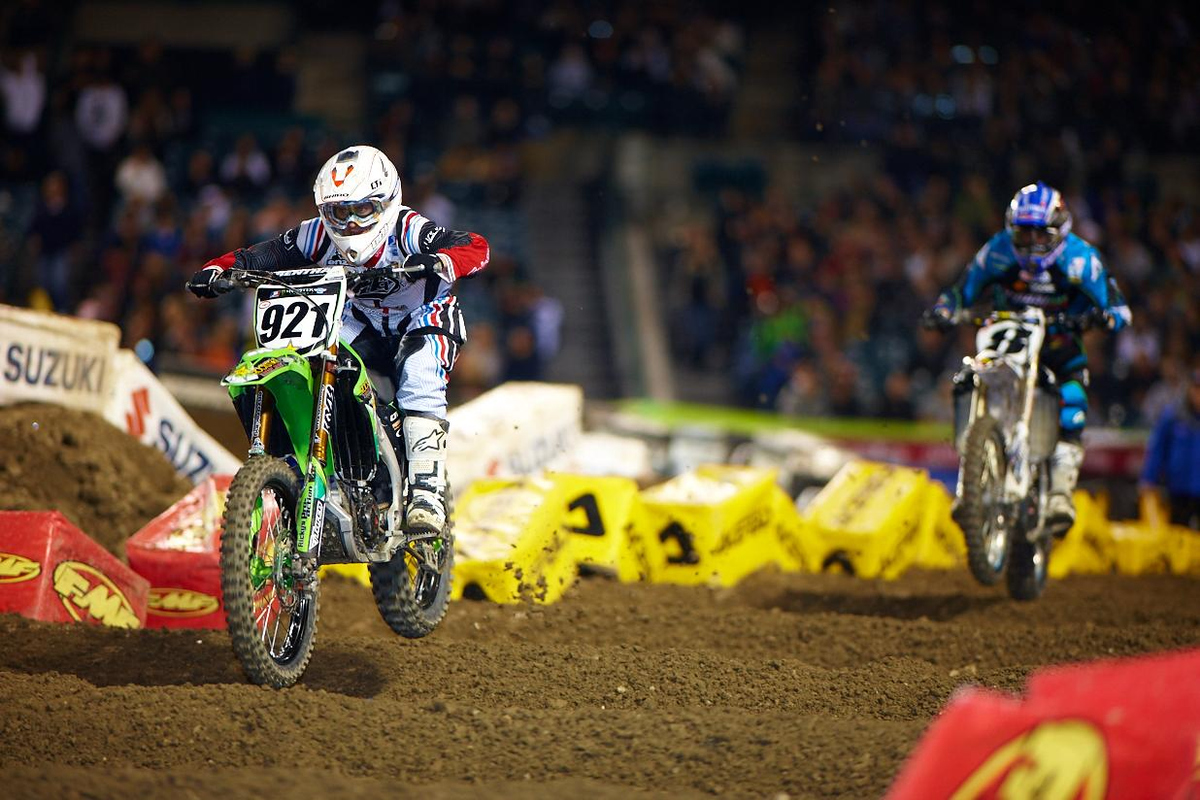
Manuel Rivas durante il campionato 2010

| ANNO | CLASSE | PILOTA                                          | COSTRUTTORE | ANNO | CLASSE | PILOTA                         | COSTRUTTORI |
| ---- | ------ | ----------------------------------------------- | ----------- | ---- | ------ | ------------------------------ | ----------- |
| 1992 | 250 2T | Jeff Stanton                                    | Honda       |      |        |                                |             |
| 1993 | 250 2T | Guy Cooper                                      | Honda       |      |        |                                |             |
| 1994 | 250 2T | Jeremy McGrath                                  | Honda       |      |        |                                |             |
| 1995 | 250 2T | Jeremy McGrath                                  | Honda       |      |        |                                |             |
| 1996 | 250 2T | Jeff Emig                                       | Honda       |      |        |                                |             |
| 1997 | 250 2T | Damon Huffman                                   | Honda       |      |        |                                |             |
| 1998 | 250 2T | Robbie Reynard                                  | Suzuki      |      |        |                                |             |
| 1999 | 250 2T | David Vuillemin                                 | Yamaha      |      |        |                                |             |
| 2000 | 250 2T | Mike LaRocco Honda                              | Yamaha      |      |        |                                |             |
|      |        | Non disputato negli anni 2001 e 2002            |             |      |        |                                |             |
| 2003 | 250 2T | Chad Reed Yamaha                                | Yamaha      |      |        |                                |             |
| 2004 | 250 2T | Heath Voss Yamaha                               | Yamaha      |      |        |                                |             |
| 2005 | 250 2T | Ricky Carmichael Suzuki                         | Suzuki      |      |        |                                |             |
| 2006 | 450    | James Stewart Jr. Kawasaki                      | Kawasaki    |      |        |                                |             |
| 2007 | 450    | James Stewart Jr. Kawasaki                      | Kawasaki    |      |        |                                |             |
|      |        | Unito al campionato americano di supercross     |             |      |        |                                |             |
| 2008 | 450    | Chad Reed Yamaha YZ 250                         | Yamaha      |      |        |                                |             |
| 2009 | 450    | James Stewart Jr. Yamaha YZ 250                 | Yamaha      |      |        |                                |             |
| 2010 | 450    | Ryan Dungey Suzuki RMZ 450                      | Suzuki      |      |        |                                |             |
| 2011 | 450    | Ryan Villopoto Kawasaki KX 450 F                | Kawasaki    |      |        |                                |             |
| 2012 | 450    | Ryan Villopoto Kawasaki KX 450 F                | Kawasaki    |      |        |                                |             |
| 2013 | 450    | Ryan Villopoto Kawasaki KX 450 F                | Kawasaki    |      |        |                                |             |
| 2014 | 450    | Ryan Villopoto Kawasaki KX 450 F                | Kawasaki    |      |        |                                |             |
| 2015 | 450    | Ryan Dungey KTM SX 450 F                        | KTM         |      |        |                                |             |
| 2016 | 450    | Ryan Dungey KTM SX 450 F                        | KTM         |      |        |                                |             |
| 2017 | 450    | Ryan Dungey KTM SX 450 F                        | KTM         |      |        |                                |             |
| 2018 | 450    | Jason Anderson Husqvarna FC 450 F               | Husqvarna   |      |        |                                |             |
| 2019 | 450    | Cooper Webb KTM SX 450 F                        | KTM         |      |        |                                |             |
| 2020 | 450    | Eli Tomac Kawasaki KX 450 F                     | Kawasaki    |      |        |                                |             |
| 2021 | 450    | Cooper Webb KTM SX 450 F                        | KTM         |      |        |                                |             |
|      |        | Disunito dal campionato americano di Supercross |             |      |        |                                |             |
| 2022 | WSX    | Ken Roczen Honda CRF 450 R                      | Honda       | 2022 | SX2    | Shane McElrath Yamaha YZ 250F  | Yamaha      |
| 2023 | WSX    | Ken Roczen Suzuki RM-Z450                       | Suzuki      | 2023 | SX2    | Max Anstie Honda CRF 250 R     | Honda       |
| 2024 | WSX    | Eli Tomac Yamaha YZ 450F                        | Yamaha      | 2023 | SX2    | Shane McElrath Honda CRF 250 R | Honda       |